# Kadabahalli, Nagamangala
Kadabahalli là một làng thuộc tehsil Nagamangala, huyện Mandya, bang Karnataka, Ấn Độ.